# Нингал
Нингал (от шумерски – „Велика господарка“) е шумерска богиня. Наричана още и Никал в Сирия, тя е дъщеря на Енки и Нингикуга. В град Харан смятат Нингал за женския аспект на божеството на луната, бидейки съпруга на лунния бог Нанна. В останалите части на Месопотамия тя е почитана като майка на боговете и богиня на тръстиката.
Нингал е майка на богинята на плодородието Инана, на бога на Слънцето Уту, а според някои източници и на бога на бурите Ишкур.
В изписването на името на Нингал се използват следните клинописни символи:

- Представка, използвана пред имената на богове
- НИН – „госпожа“/„господарка“
- ГАЛ – „велика“